# Jjamppong
El Jjamppong (짬뽕) es una sopa coreana de fideos picante, la cual forma parte de la gastronomía china coreana. Su caldo está sazonado con marisco, ajo y gochugaru (polvo de pimiento rojo). Contiene vegetales surtidos como cebollas, pimiento morrón y oreja de Nube (hongo) y los fideos están hechos de harina de trigo.

## Consulta
- Cocina china coreana
- Champon